# Vittorio Sgarbi
Pour les articles homonymes, voir Sgarbi.
Vittorio Sgarbi, né le 8 mai 1952 à Ferrare, est un critique d'art, écrivain, homme politique et personnalité de la télévision italienne.
Il est connu pour ses frasques médiatiques et ses démêlés avec la justice. Il a notamment été condamné en 1994 pour escroquerie au détriment de l'État et en 2012, il a été destitué de sa charge de maire de la ville de Salemi en Sicile, à cause d'infiltrations mafieuses et a été condamné à rembourser la ville pour avoir gaspillé les ressources du trésor en payant des consultants externes.
Il est secrétaire d'État à la Culture entre 2001 et 2002 dans le gouvernement de Silvio Berlusconi puis entre 2022 et 2024 dans celui de Giorgia Meloni.

## Biographie
Vittorio Sgarbi est un critique d'art italien, diplômé en philosophie, avec spécialisation en histoire de l'art. Il a écrit de nombreux livres, dont le dernier est Il tesoro d'Italia. Ses travaux sont souvent accueillis avec circonspection par la communauté des historiens de l'art, tant italienne qu'internationale, en raison du manque de rigueur de ses recherches, de ses compromissions avec le monde politique italien et du flou qui entoure les méthodes d'acquisition des tableaux de sa propre collection, une des plus riches d'Italie[réf. nécessaire].
Politiquement classé à droite, Vittorio Sgarbi a été député lors de quatre législatures (XIe, XIIe, XIIIe et XIVe), en appartenant successivement au Parti libéral italien (XIe) à Forza Italia (XIIe et XIVe) ainsi qu'à une liste sous son nom (XIIIe). En 1999, il a fondé le parti I Liberali, et en 2012, le Partito della Rivoluzione-Laboratorio Sgarbi. Très proche de Silvio Berlusconi et de son parti, il est l'un des personnages symboliques de cette époque de la vie publique italienne, des années 1980 à 1990. Il est secrétaire d’État à la Culture du deuxième gouvernement Berlusconi (2001-2002).
Assesseur à la culture de Milan, il est exclu de la municipalité par la maire, Letizia Moratti.
Sollicité par Giuseppe « Pino » Giammarino, ancien député régional DC proche des riches mafieux Ignazio et Antonino Salvo, il est élu le 30 juin 2008 maire de Salemi en Sicile (soutenu par l'Union des démocrates chrétiens et du centre). Souhaitant redynamiser la vie locale en rendant la commune plus attractive, il s'engage dans un programme culturel ambitieux, crée un musée de la mafia, et propose la vente de maisons abandonnées à 1 €.
Exploitant ses amitiés et son carnet d'adresses, il fait venir des grands noms au sein de la municipalité : le marchand d'art Peter Glidewell, assesseur à la culture et l'agriculture, Bernardo Tortorici Montaperto, prince de Raffadali assesseur à l'urbanisme, le photographe Oliviero Toscani assesseur aux droits de l'homme et à la créativité, le plasticien Graziano Cecchini assesseur sans portefeuille, le critique d'art Philippe Daverio directeur de la bibliothèque...
En 2012, la ville est mise sous tutelle de l’État pour cause d'infiltrations mafieuses et Vittorio Sgarbi est démis de ses fonctions par la ministre Anna Maria Cancellieri.
Il a par la suite créé un parti politique portant son nom.
Il quitte Forza Italia, parti avec lequel il avait été élu en 2018, pour s’inscrire au groupe mixte en 2019.
Il redevient secrétaire d'État à la Culture, nommé en 2022 dans le gouvernement Meloni. Il quitte son poste en février 2024, à la suite de ses démêlés judiciaires.

## Personnalité
Figure médiatique très présente à la télévision, Vittorio Sgarbi est souvent choisi pour le spectacle qu'il donne dans les débats télévisés, n'hésitant pas à insulter et attaquer personnellement, parfois physiquement, ses contradicteurs. Il apparaît dans plusieurs productions cinématographiques, notamment dans Paparazzi, un film de 1998 réalisé par Neri Parenti.
Il critique l'actrice Asia Argento dans sa dénonciation des agressions sexuelles révélées par l'affaire Harvey Weinstein, alléguant même que c'est elle qui pourrait avoir agressé Harvey Weinstein.
Il prétend être le père d’une quarantaine d'enfants non reconnus.

## Démêlés judiciaires
Vittorio Sgarbi a été plusieurs fois condamné par la justice : pour insultes à une femme qui récitait un poème qui n'était pas de son goût durant un programme télévisé, en 1989. En 1996, il a été condamné pour absentéisme et présentation de faux documents lorsqu'il travaillait à la Surintendance des biens artistiques de Venise. En 1998, il est condamné pour diffamation aggravée contre un juge anti-mafia de Palerme. Il a été condamné pour injures envers le journaliste Marco Travaglio. En plus de ces condamnations, Vittorio Sgarbi en a reçu trois autres pour diffamation et une autre pour injures. Il a également été condamné pour outrages contre des officiers de la gendarmerie italienne en 2016.
En 2023, il est l'objet d'une enquête pour évasion fiscale puis en 2024 pour un vol de tableau.

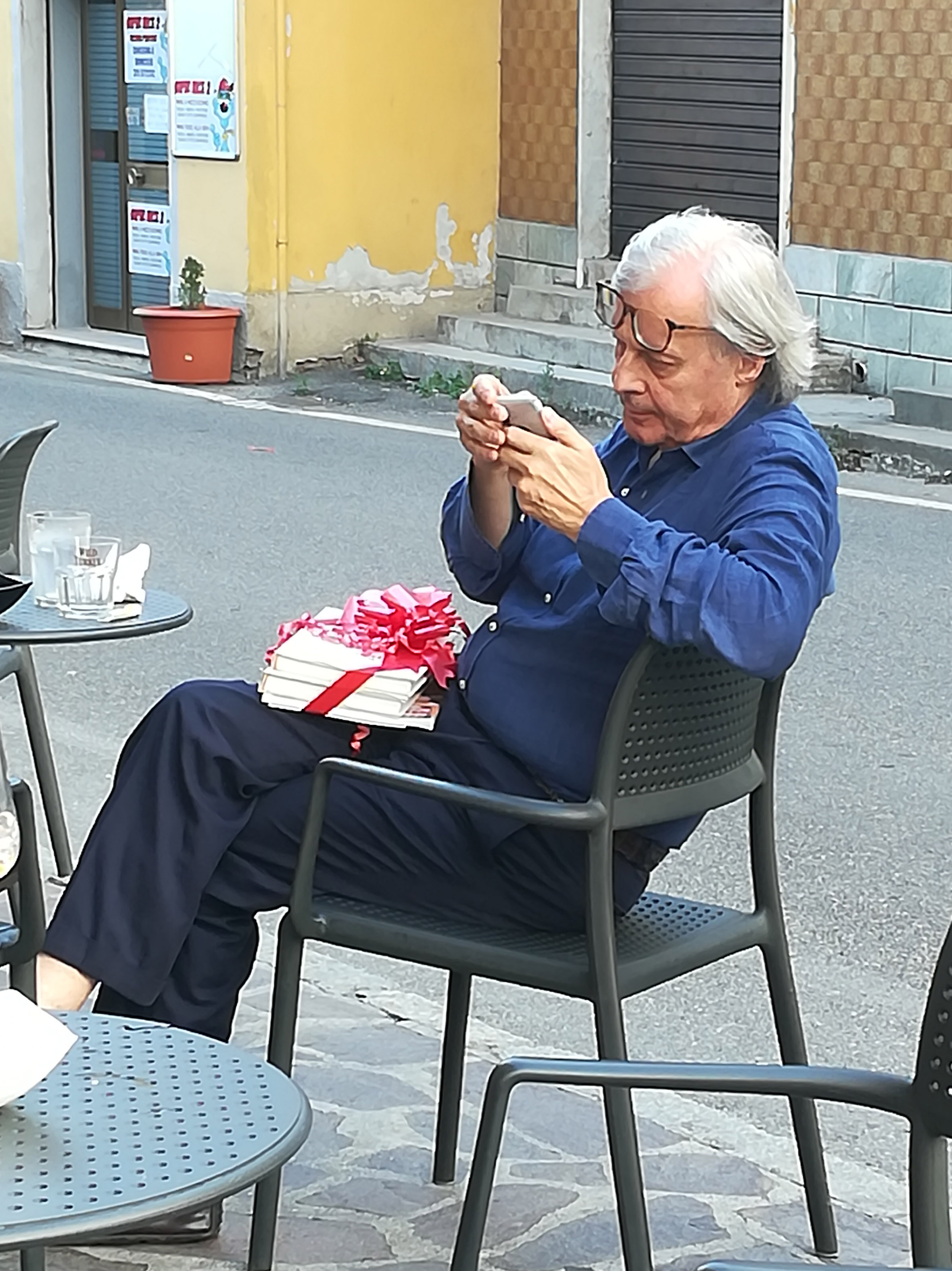
Sgarbi, à Casalpusterlengo le 15 juillet 2020 juste avant l'enseignement magistral I tesori di Lodi, Codogno e Casalpusterlengo.

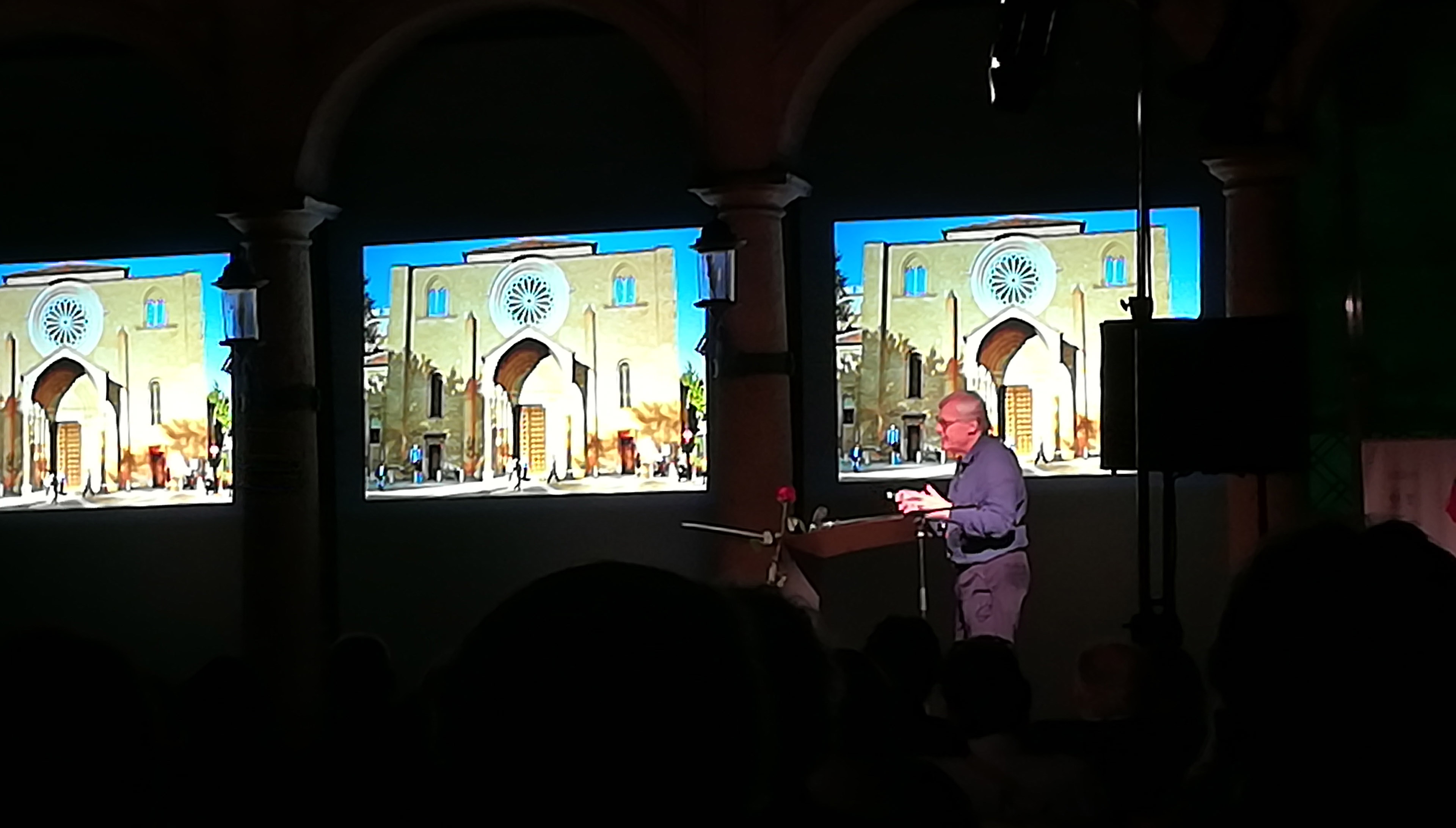
Sgarbi, à Casalpusterlengo le 15 juillet 2020 durant l'enseignement magistral I tesori di Lodi, Codogno e Casalpusterlengo.

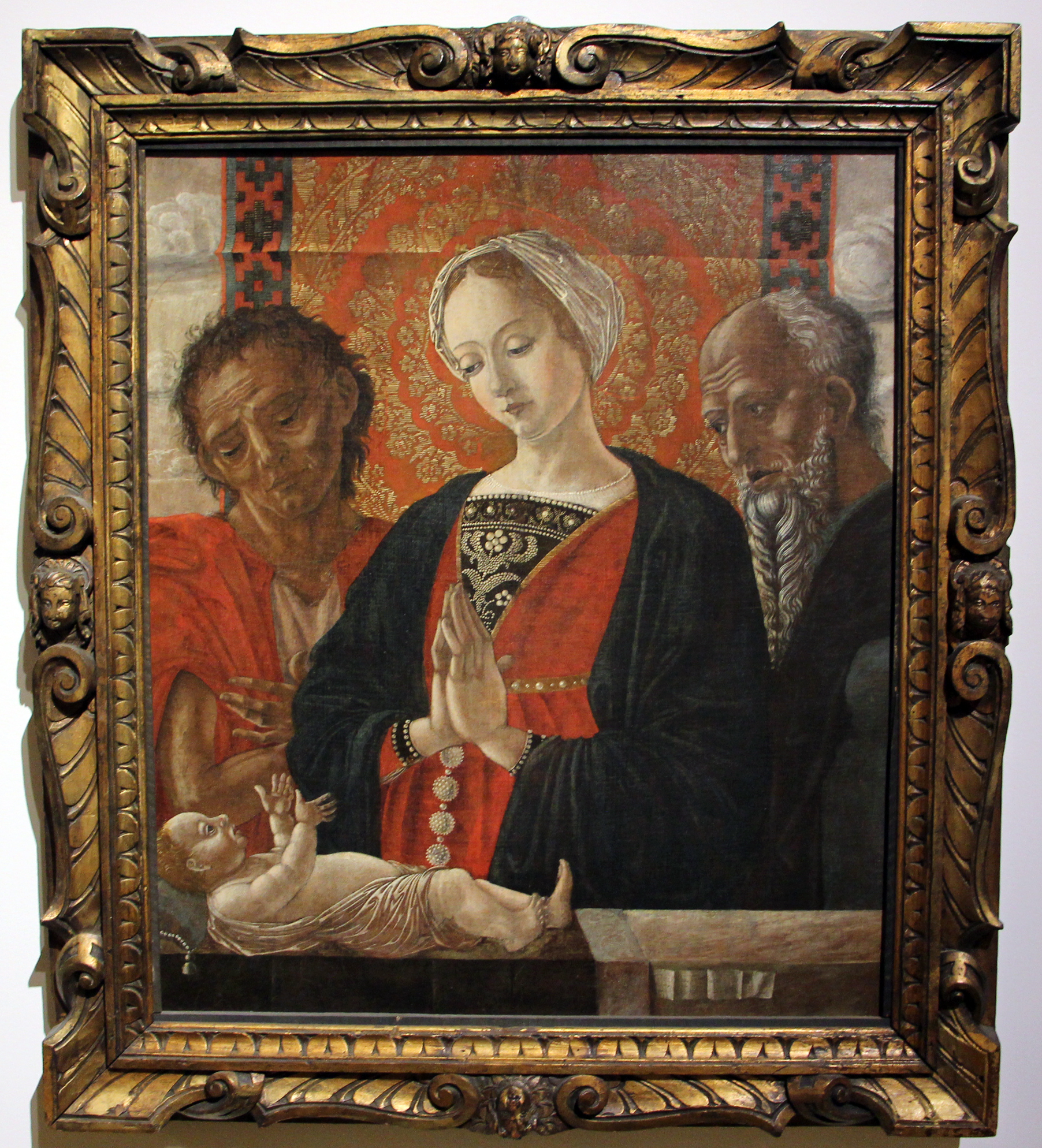
Antonio Leonelli da Crevalcore, Sacra Famiglia con s. Giovanni Battista, 1490-1500 ca., Fondation Cavallini Sgarbi, Ro ferrarese.

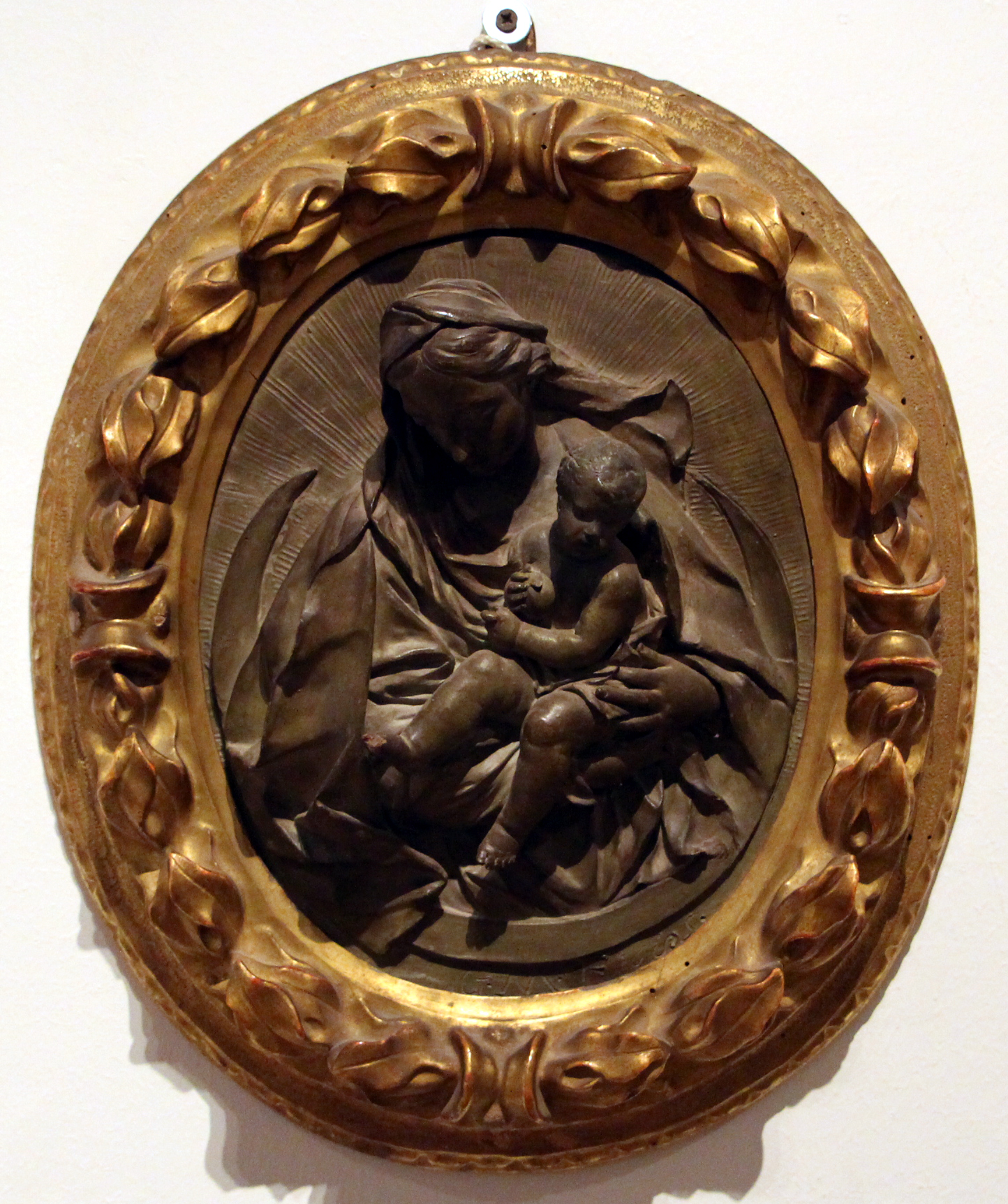
Giuseppe Maria Mazza Vierge à l'Enfant, 1685, Fondation Cavallini Sgarbi, Ro ferrarese.

## Ouvrages
- Il populismo nella letteratura italiana del Novecento, Messine-Florence, D'Anna, 1977.
- Carpaccio, Bologna, Capitol, 1979; Milan, Fabbri, 1994.  (ISBN 88-450-5538-8); Milan, Rizzoli libri illustrati, 2002.  (ISBN 88-7423-006-0). (Publié aussi aux États-Unis et en France).
- Palladio e la Maniera. I pittori vicentini del Cinquecento e i collaboratori del Palladio, 1530-1630, catalogo, Milan, Electa, 1980.
- Gnoli, Milan, Ricci, 1983.  (ISBN 88-216-0030-0).
- Capolavori della pittura antica, Milan, A. Mondadori, 1984.
- Tutti i musei d'Italia (curatelle), Rozzano, Domus, 1984.  (ISBN 88-7212-010-1).
- Antonio da Crevalcore e la pittura ferrarese del Quattrocento a Bologna, Milan, A. Mondadori, 1985.
- L'opera grafica di Domenico Gnoli (curatelle), Milan, A. Mondadori, 1985.
- Carlo Guarienti (curatelle), Milan, Fabbri, 1985.
- Il sogno della pittura. Come leggere un'opera d'arte, Venise, Marsilio, 1985.  (ISBN 88-317-4795-9). (Prix Estense 1985).
- Mattioli. Antologia 1939-1986, Modène, Il Bulino, 1987.
- Rovigo. Le chiese. Catalogo dei beni artistici e storici, Venise, Giunta regionale del Veneto-Marsilio, 1988.
- Chaim Soutine, Brescia, L'obliquo, 1988.
- Storia universale dell'arte (curatelle), Milan, A. Mondadori, 1988.  (ISBN 88-04-33874-1).
- Davanti all'immagine, Milan, Rizzoli, 1989.  (ISBN 88-17-53755-1). (Prix Bancarella 1990).
- Giovanni Segantini. I capolavori, Trente, Reverdito, 1989.  (ISBN 88-342-4070-7).
- La stanza dipinta. Scritti sull'arte contemporanea, Palerme, Novecento, 1989.  (ISBN 88-373-0108-1).
- Il pensiero segreto. Prose di conversazione, Milan, Rizzoli, 1990.  (ISBN 88-17-84045-9).
- W. Alexander Kossuth, a cura di, Milan, Mazzotta, 1990.  (ISBN 88-202-0954-3).
- Botero. Dipinti sculture disegni (curatelle), Milan, A. Mondadori arte, 1991.  (ISBN 88-242-0099-0).
- Dell'Italia. Uomini e luoghi, Milan, Rizzoli, 1991.  (ISBN 88-17-84119-6). (Prix Fregene 1991).
- Dizionario dei monumenti italiani e dei loro autori. Roma. Dal Rinascimento ai giorni nostri, Milan, Bompiani, 1991.  (ISBN 88-452-1801-5).
- Arturo Nathan. Illusione e destino (curatelle de l'exposition), Milan, Fabbri, 1992.
- Lo Sgarbino. Dizionario della lingua italiana. I sinonimi e i contrari, divisione in sillabe, coniugazione dei verbi, Bergame, Larus, 1993.
- Le mani nei capelli, Milan, A. Mondadori, 1993.  (ISBN 88-04-37351-2).
- Onorevoli fantasmi. Due anni di polemiche parlamentari, Milan, A. Mondadori, 1994.  (ISBN 88-04-38165-5).
- Lezioni private, Milan, A. Mondadori, 1995.  (ISBN 88-04-41172-4).
- Lezioni private 2, Milan, Mondadori, 1996.  (ISBN 88-04-42519-9).
- Alfredo Protti, a cura di, Milan, G. Mondadori, 1997.  (ISBN 88-374-1607-5).
- A regola d'arte. Libri, quadri, poesie. Nuove lezioni sul bello, Milan, Mondadori, 1998.  (ISBN 88-04-45771-6).
- Notte e giorno d'intorno girando..., Milan, Rizzoli, 1998.  (ISBN 88-17-85887-0).
- Gli immortali, Milan, Rizzoli, 1999.  (ISBN 88-17-86147-2).
- La casa dell'anima. Educazione all'arte, con VHS, Milan, Mondadori, 1999.  (ISBN 88-04-43345-0).
- Giotto e il suo tempo (curatelle de l'exposition) Milan, Motta, 2000.  (ISBN 88-7179-278-5).
- Le tenebre e la rosa. Un'antologia, Milan, Rizzoli, 2000.  (ISBN 88-17-86529-X).
- Balthus, Florence, Giunti, 2001.  (ISBN 88-09-02055-3).
- Elogio della medicina di Jacovitti. Breve storia di un capolavoro sconosciuto (curatelle), Milan, Mazzotta, 2001.  (ISBN 88-202-1330-3).
- Percorsi perversi. Divagazioni sull'arte, Milan, Rizzoli, 2001.  (ISBN 88-17-86852-3).
- Giorgio De Chirico. Dalla Metafisica alla "Metafisica". Opere 1909-1973 (curatelle), Venise, Marsilio, 2002.  (ISBN 88-317-8167-7).
- Il Bene e il Bello. La fragile condizione umana, Milan, Bompiani, 2002.  (ISBN 88-452-5329-5).
- Wolfgang Alexander Kossuth, 1982-2002, avec Michael Engelhard et Mario De Micheli, Milan, Skira, 2002.  (ISBN 88-8491-221-0).
- Da Giotto a Picasso. Discorso sulla pittura, Génève-Milan, Rizzoli libri illustrati, 2002.  (ISBN 88-7423-070-2).
- Viaggio sentimentale e pittorico di un emiliano in Romagna, Milan, Rizzoli, 2002.
- Parmigianino, Milan, Rizzoli libri illustrati, 2003.  (ISBN 88-7423-114-8); Milan, Rizzoli-Skira, 2003.  (ISBN 88-7423-195-4).
- Francesco del Cossa, Milan, Rizzoli-Skira, 2003.  (ISBN 978-88-6130-401-7).
- Dell'arte e della morte. Gli ultimi giorni del Parmigianino. Atto unico, Milan, Skira, 2003.  (ISBN 88-8491-642-9).
- La ricerca dell'identità. Da Antonello a De Chirico (curatelle), Milano, Skira, 2003.  (ISBN 88-8491-782-4).
- L'Odéo Cornaro, Turin, Allemandi, 2003.  (ISBN 88-422-1194-X).
- Francesco Scaramuzza, a cura di, Turin, Allemandi, 2003.  (ISBN 88-422-1234-2).
- Un paese sfigurato. Viaggio attraverso gli scempi d'Italia, Milan, Rizzoli, 2003.  (ISBN 88-7423-154-7).
- Guercino. Poesia e sentimento nella pittura del '600, curatelle et avec Denis Mahon et Massimo Pulini, Novare, De Agostini, 2003.
- Andrea Palladio. La luce della ragione. Esempi di vita in villa tra il XIV e XVIII secolo, avec DVD, Milan, Rizzoli libri illustrati, 2004.  (ISBN 88-17-00454-5).
- Dell'anima, Milan, Bompiani, 2004.  (ISBN 88-452-1125-8).
- Le ceneri violette di Giorgione. Natura e Maniera tra Tiziano e Caravaggio (curatelle) Milano, Skira, 2004.  (ISBN 88-7624-120-5).
- Gaspare Landi, a cura di, Milan, Skira, 2004.  (ISBN 88-7624-219-8).
- San Giuseppe con il bambino di Giovan Battista Piazzetta (curatelle) Turin, Allemandi, 2004.  (ISBN 88-422-1291-1).
- Un capolavoro di Rubens. L'adorazione dei pastori, (curatelle) Milan, Skira, 2004.
- Arte e realtà, dans Antonio Nunziante, Opere, vol. I, Giaveno, Metamediale, 2004.
- Visioni sospese, dans Catalogo generale delle opere di Antonio Nunziante, vol. III, Milan, G. Mondadori, 2004.  (ISBN 88-374-1832-9).
- Aroldo Bonzagni (curatelle) Milan, Mazzotta, 2005.  (ISBN 88-202-1766-X).
- (en) Caravaggio, Milan, Skira, 2005.  (ISBN 88-7624-606-1).
- I giudizi di Sgarbi. 99 artisti dai cataloghi d'arte moderna e dintorni, Milan, Editoriale Giorgio Mondadori, 2005.  (ISBN 88-374-1826-4).
- (it + fr) Il ritratto interiore: da Lotto a Pirandello (curatelle) Milan, Skira, 2005.  (ISBN 88-7624-326-7).
- Monteforte. Paesaggi della memoria, avec Rossana Bossaglia et Emanuela Mazzotti, Milan, G. Mondadori, 2005.  (ISBN 88-374-1822-1).
- Ragione e passione. Contro l'indifferenza, Milan, Bompiani, 2005.  (ISBN 88-452-3497-5).
- Vedere le parole. La scrittura d'arte da Vasari a Longhi, Milan, Tascabili Bompiani, 2005.  (ISBN 88-452-3402-9).
- Le meraviglie della pittura tra Venezia e Ferrara. Dal Quattrocento al Settecento, Cinisello Balsamo, Silvana Editoriale, 2005.  (ISBN 88-366-0612-1).
- Clausura a Milano (e non solo). Da suor Letizia a Salemi (e ritorno), avec Marta Bravi, Milan, Bompiani, 2008.  (ISBN 978-88-452-6178-7).
- L'Italia delle meraviglie. Una cartografia del cuore, Milan, Bompiani, 2008.  (ISBN 978-88-452-6381-1).
- Donne e dee nei musei italiani, Milan, Banca Network Investimenti, 2009.
- Klaus Karl Mehrkens: opere 1983-2008, a cura di, Sienne, Protagon, 2009.  (ISBN 978-88-8024-262-8).
- Viaggio sentimentale nell'Italia dei desideri, Milan, Bompiani, 2010.  (ISBN 978-88-452-6591-4).
- (it + en) Lo stato dell'arte: Regioni d'Italia. (Padiglione Italia, LIV Esposizione internazionale d'arte della Biennale di Venezia, iniziativa speciale per il 150º anniversario dell'unità d'Italia) (curatelle) Milan, Skira, 2011.  (ISBN 978-88-572-1159-6).
- (it + en) Lo stato dell'arte: accademie di belle arti. (Padiglione Italia, LIV Esposizione internazionale d'arte della Biennale di Venezia, iniziativa speciale per il 150º anniversario dell'unità d'Italia) (curatelle) Milan, Skira, 2011.  (ISBN 978-88-572-1160-2).
- (it + en) Lo stato dell'arte: istituti italiani di cultura nel mondo. (Padiglione Italia, LIV Esposizione nazionale d'arte della Biennale di Venezia, iniziativa speciale per il 150º anniversario dell'unità d'Italia) (curatelle) Milan, Skira, 2011.  (ISBN 978-88-572-1179-4).
- Piene di grazia. I volti della donna nell'arte, Milan, Bompiani, 2011.  (ISBN 978-88-452-6819-9).
- L'ombra del divino nell'arte contemporanea, Sienne, Cantagalli, 2011.  (ISBN 978-88-8272-755-0).
- L'Italia delle meraviglie, Milan, Bompiani, 2012.  (ISBN 978-88-587-0695-4).
- L'arte è contemporanea, ovvero L'arte di vedere l'arte, Milan, Bompiani, 2012.  (ISBN 978-88-452-7042-0).
- Nel nome del Figlio. Natività, fughe e passioni nell'arte, Milan, Bompiani, 2012.  (ISBN 978-88-452-7146-5).
- Il tesoro d'Italia. La lunga avventura dell'arte, Milan, Bompiani, 2013.  (ISBN 978-88-452-7456-5).
- Mattia Preti, Soveria Mannelli, Rubbettino, 2013.  (ISBN 978-88-498-3578-6).
- Il punto di vista del cavallo. Caravaggio, Milan, Bompiani, 2014.  (ISBN 978-88-452-7332-2).
- Porto Franco. Gli artisti sdoganati da Sgarbi, EA Editore, 2014.
- Gli anni delle meraviglie. Da Piero Della Francesca a Pontormo. Il tesoro d'Italia II, Milan, Bompiani, 2014.  (ISBN 978-88-452-7747-4).
- Dal cielo alla terra. Da Michelangelo a Caravaggio. Il tesoro d'Italia III, Milan, Bompiani, 2015.  (ISBN 978-88-452-8011-5).
- Dall'ombra alla luce. Da Caravaggio a Tiepolo. Il tesoro d'Italia, vol. IV, Milan, La Nave di Teseo, 2016.
- Dal mito alla favola bella. Da Canova a Boldini. Il tesoro d'Italia, vol. V, Milan, La Nave di Teseo, 2017.
- Dal Futurismo al Neorealismo. Il tesoro d'Italia, vol. VI, t. I, Milan, La Nave di Teseo, 2018.
- Da Lucio Fontana a Piero Guccioni. Il tesoro d'Italia, vol. VI, t. II, Milan, La Nave di Teseo, 2019.